# Netzentwicklungsplan Strom
Der Netzentwicklungsplan Strom (NEP Strom) stellt den Ausbaubedarf des deutschen Stromnetzes in den nächsten 10 und höchstens 15 Jahren dar und enthält eine Fortschreibung für die mindestens nächsten 15 und höchstens 20 Jahre (s. § § 12a Abs. 1 EnWG). Ziele sind der sichere Betrieb des Stromnetzes bei weiterem Zubau von Erzeugungskapazitäten aus erneuerbaren Energiequellen und bei weiterem Ausbau des europäischen Binnenmarktes. Diese Planungen werden regelmäßig von den Übertragungsnetzbetreibern (ÜNB) vorgenommen, in einem strukturierten Verfahren mit mehreren Öffentlichkeitsbeteiligungen abgestimmt und schließlich von der Bundesnetzagentur bestätigt. Eine vergleichbare Funktion hatte bereits das Energieleitungsausbaugesetz (EnLAG) von 2009. Für das Gasnetz wird eine vergleichbare Netzplanung von den dort beteiligten Fernleitungsnetzbetreibern entwickelt (NEP Gas).

## Gegenstand
Die Netzausbauplanung für das deutsche Stromnetz ist in zwei Bereiche aufgeteilt. Für das deutsche Onshore-Transportnetz sind seit 2010 die vier deutschen Übertragungsnetzbetreiber tätig, die zunächst einen Szenariorahmen und anschließend den Netzentwicklungsplan Strom (NEP Strom) aufstellen und jeweils der Bundesnetzagentur zur Bestätigung vorlegen.
Bis 2017 legten die ÜNB ebenfalls den Offshore-Netzentwicklungsplan (O-NEP; § 17 EnWG) vor, der den Ausbaubedarf für die Netzanbindung der Windparks auf See enthält. Dieser wird seit 2018 aufgrund der Änderung des Gesetzes über die Elektrizitäts- und Gasversorgung (Energiewirtschaftsgesetz – EnWG) vom 29. August 2016 durch den Flächenentwicklungsplan des Bundesamts für Seeschifffahrt und Hydrographie (Teil 2 Abschnitt 1 des Windenergie-auf-See-Gesetzes) sowie durch Angaben im Netzentwicklungsplan Strom abgelöst.

## Methodik
In jeder Ausgabe des Netzentwicklungsplans werden im Entwurf des Szenariorahmens durch die Übertragungsnetzbetreiber für den Zielzeitpunkt 3 Szenarien entwickelt, von denen eins oder mehrere zu einem weiteren Zielzeitpunkt fortgeschrieben werden. Nach einer öffentlichen Konsultation erfolgt eine Genehmigung des Szenariorahmens durch die Bundesnetzagentur. Im nächsten Schritt erstellen die Übertragungsnetzbetreiber den ersten Entwurf des Netzentwicklungsplans, der auf Grundlage der Szenarien Marktsimulationen und Netzanalysen durchführt und schließlich Maßnahmen zur bedarfsgerechten Optimierung, Verstärkung und zum Ausbau der Netze vorsieht. Im Rahmen weiterer Konsultationen wird ein zweiter Entwurf erstellt und durch die Bundesnetzagentur bestätigt.
Aus dem Ergebnis entsteht der gesetzlich festgelegte Bundesbedarfsplan mit den Stromnetz-Ausbaumaßnahmen, für die „eine energiewirtschaftliche Notwendigkeit und ein vordringlicher Bedarf“ festgestellt werden.
Der NEP 2035 (2021) wurde am 14. Januar 2022 unter Berücksichtigung der Ergebnisse einer Öffentlichkeits- und Behördenbeteiligung von der BNetzA bestätigt. Am 8. Juli 2022 folgte die Genehmigung des Szenariorahmens für den NEP 2037 (2023).
| Jahr | NEP bzw. Offshore-NEP | Szenariorahmen | Szenariorahmen | NEP        | NEP        | NEP               |
| Jahr | NEP bzw. Offshore-NEP | Entwurf        | Genehmigung    | 1. Entwurf | 2. Entwurf | Bestätigung       |
| ---- | --------------------- | -------------- | -------------- | ---------- | ---------- | ----------------- |
| 2012 | NEP 2022              | Juli 2011      | Dez. 2012      | Juni 2012  | Aug. 2012  | Nov. 2012         |
| 2013 | NEP 2023              | Juli 2012      | Nov. 2012      | März 2013  | Juli 2013  | Dez. 2013         |
| 2013 | O-NEP 2023            | Juli 2012      | Dez. 2012      | März 2013  | Juni 2013  | Jan. 2014         |
| 2014 | NEP/O-NEP 2024        | März 2013      | Aug. 2013      | Apr. 2014  | Nov. 2014  | Sep. 2015         |
| 2015 | NEP 2025              | Mai 2014       | Dez. 2014      | Nov. 2015  | März 2016  | nicht fortgeführt |
| 2015 | O-NEP 2025            | Mai 2014       | Dez. 2014      | Nov. 2015  | März 2016  | Nov. 2016         |
| 2017 | NEP 2030              | Jan. 2016      | Juni 2016      | Feb. 2017  | Mai 2017   | Dez. 2017         |
| 2017 | O-NEP 2030            | Jan. 2016      | Juni 2016      | Feb. 2017  | Mai 2017   | Dez. 2017         |
| 2019 | NEP 2030              | Jan. 2018      | Juni 2018      | Feb. 2019  | Apr. 2019  | Dez. 2019         |
| 2021 | NEP 2035              | Jan. 2020      | Juni 2020      | Jan. 2021  | Apr. 2021  | Jan. 2022         |
| 2023 | NEP 2037/2045         | Jan. 2022      | Juli 2022      | März 2023  | Juni 2023  | März 2024         |
| 2025 | NEP 2037/2045         | Juni 2024      |                |            |            |                   |

## Anlass und gesetzliche Verankerung des Netzentwicklungsplans
Die Netzentwicklungsplanung in einem strukturierten Vorgehen mit zweijähriger Aktualisierung setzt die entsprechenden Vorgaben der europäischen Binnenmarktrichtlinie von 2009 um und beruht auf nationaler Ebene auf den Vorgaben im Energiewirtschaftsgesetz (EnWG) im einschlägigen § 12a bis § 12d.
Bei der Erstellung des NEP Strom wird die nationale Energiepolitik berücksichtigt, die durch die Bundesregierung kurz nach der Nuklearkatastrophe von Fukushima im März 2011 einen deutlichen Wechsel erfuhr. Der Bundestag beschloss Ende Juni 2011 die Beendigung der Kernenergienutzung und Beschleunigung der Energiewende mit dem „13. Gesetz zur Änderung des Atomgesetzes“ in namentlicher Abstimmung mit großer Mehrheit (513 Stimmen). In der Folge sind zugehörige Gesetze novelliert worden, insbesondere das Energiewirtschaftsgesetz (dort u. a. § 1.1 Zweck des Gesetzes ist eine möglichst sichere, preisgünstige, verbraucherfreundliche, effiziente und umweltverträgliche leitungsgebundene Versorgung der Allgemeinheit mit Elektrizität und Gas, die zunehmend auf erneuerbaren Energien beruht.) Ergänzend sind neue Gesetze erlassen worden, z. B. das „Netzausbaubeschleunigungsgesetz Übertragungsnetz (NABEG)“. Mit der Novelle des EnWG im August 2016 änderte sich der Erstellungsturnus des NEP vom jährlichen auf einen zweijährigen Rhythmus. Zudem wurde der Offshore-Netzentwicklungsplan mit Wirkung zum 1. Januar 2018 eingestellt und durch den Flächenentwicklungsplan des Bundesamts für Seeschifffahrt und Hydrographie (BSH) sowie teilweise durch Regelungen im NEP ersetzt (§ 5 Windenergie-auf-See-Gesetz i. V. m. § 17d EnWG).
Die gesetzlichen Vorgaben für die Netzausbauplanung stehen nicht allein im Zusammenhang mit dem weiteren Ausbau der erneuerbaren Energie, sondern sind auch durch die europäische Energiepolitik sowie durch Erhaltungs- und Anpassungserfordernisse veranlasst, die für eine Infrastruktureinrichtung wie dem Stromnetz üblich und notwendig sind. Die europäische Energiestrategie „Energie 2020“ gibt zusammen mit dem „Energiefahrplan 2050“ die Richtung der Energiepolitik in Europa vor. Kernpunkte sind zusätzliche Versorgungs- und Transportrouten, vereinfachte und beschleunigte Genehmigungsverfahren, das Erschließen alternativer Energiequellen, die Entwicklung eines fairen Wettbewerbs innerhalb Europas, die „intelligente“ Verknüpfung aller EU-Binnennetze, die Energiesicherheit und der Verbraucherschutz.
Auf europäischer Ebene arbeiten die Übertragungsnetzbetreiber für Strom im Rahmen der ENTSO-E (European Network of Transmission System Operators for Electricity) zusammen und veröffentlichen alle zwei Jahre einen gemeinsamen europäischen Netzentwicklungsplan (Ten-Year Network Development Plan, TYNDP). Analog dazu veröffentlicht für den Gasbereich die Organisation ENTSO-G (European Network of Transmission System Operators for Gas) entsprechende Netzplanungen.

## Ausgangslage

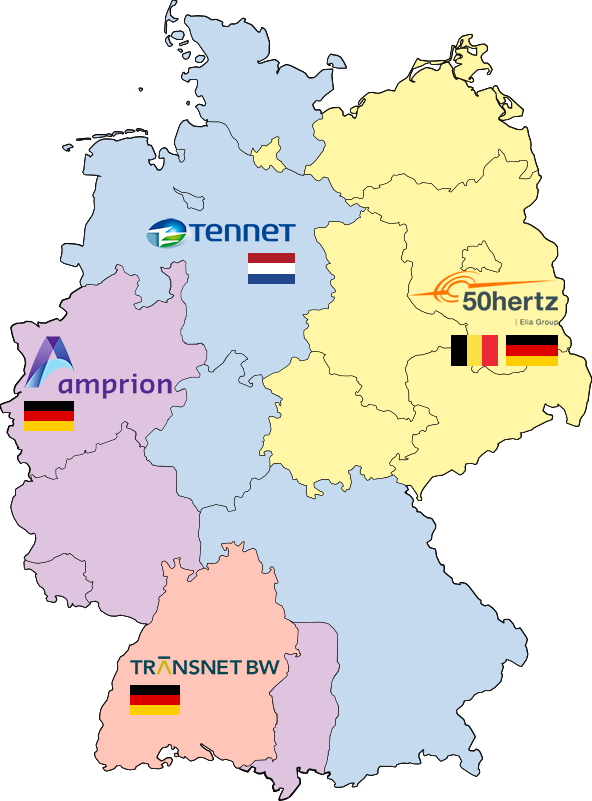
Deutsche Übertragungsnetze von 50Hertz, Amprion, Tennet und TransnetBW

In Deutschland sind die Höchstspannungsleitungen der Spannungsebenen 220 kV und 380 kV mit wenigen Ausnahmen Eigentum von vier Übertragungsnetzbetreibern:
- 11.000 km: Amprion GmbH
- 13.500 km: TenneT TSO GmbH
- 03.100 km: TransnetBW GmbH
- 10.500 km: 50Hertz Transmission GmbH

Die Investitionen in die Netze waren nach der Liberalisierung der Strommärkte gegen Ende der 1990er Jahre zunächst gesunken. Laut dem Monitoringbericht von Bundesnetzagentur und Bundeskartellamt 2012 erreichten die Netzinvestitionen von Stromversorgern und Übertragungsnetzbetreibern zuletzt zwischen 3,6 und 3,8 Mrd. Euro pro Jahr und lagen damit erst seit wenigen Jahren wieder auf dem Niveau vor der Liberalisierung Anfang der 1990er Jahre.
Generell gilt, dass durch die volatile Einspeisung von erneuerbaren Energien wie Windenergie und Photovoltaik und durch die räumliche Verlagerung der Erzeugung ein Bedarf für den Ausbau und den Umbau des Stromnetzes besteht. Die Höhe dieses Bedarfes und die neu zu bauenden Leitungen im Übertragungsnetz werden in den Szenarienrechnungen, die dem Netzentwicklungsplan zugrunde liegen, ermittelt.
Netzerweiterungen und -verstärkungen schritten in den letzten Jahren kontinuierlich voran. Um das Netz bei einem weiteren Ausbau der erneuerbaren Energien betreibbar und stabil zu halten, sind neben umfangreichem Ausbau jedoch auch systemstabilisierende Maßnahmen wie der großflächige Einbau sogenannter Stromrichter erforderlich. Künftige durch die Energiewende notwendig gemachte Investitionen in den Ausbau der Stromnetze bezifferte der Bundesrechnungshof bis 2045 auf mehr als 460 Milliarden Euro (mehr als viermal so viel wie im Zeitraum 2007 bis 2023 angefallen waren). Weiterhin liege der Ausbau der Übertragungsnetze mehr als 6000 km hinter dem Zeitplan.
Die Auslegung des Stromnetzes auf den Transport auch der letzten Kilowattstunde gilt als volkswirtschaftlich ungerechtfertigt und wird daher im Netzentwicklungsplan Strom nicht angestrebt. Derzeit bestehende Netzengpässe, die den Transport von Strom zum Verbraucher verhindern, werden durch sogenannte Redispatch-Maßnahmen gemanagt. Dabei veranlasst der Netzbetreiber das zwangsweise Hoch- oder Herunterfahren einer Erzeugungsanlage gegen eine regulierte Entschädigung. Im Jahr 2022 meldeten die Übertragungsnetzbetreiber Redispatchmaßnahmen mit einem Gesamtvolumen von rund 22.000 Gigawattstunden. Im Jahr 2014 waren es noch 4.249 GWh. Im selben Zeitraum stiegen die Kosten für diese Maßnahmen von 186,7 Millionen Euro auf 589,7 Millionen Euro. Kosten für Redispatch-Maßnahmen werden über die Netzentgelte umgelegt.

## Szenarien des Netzentwicklungsplans

### NEP 2037/2045 (2023)
Im Netzentwirklungsplan 2037/2045 (2023) werden alle folgende Szenarien für 2037 und 2045 betrachtet:
- Szenario A: Dekarbonisierung durch höheren Anteil an Wasserstoff
- Szenario B: Dekarbonisierung durch intensive Elektrifizierung
- Szenario C: Dekarbonisierung trotz geringerer Effizienz

Der konventionelle Kraftwerkspark wird in allen Szenarien gleich abgebildet, wobei im Jahr 2037 keine Stromerzeugung aus Kohlekraftwerken mehr erfolgt.
Für die erforderliche Verstärkung der Verteilernetze erwarten die Verteilernetzbetreiber (VNB) Stand 2024, dass sie 93.136 km Leitungen bis zum Jahr 2032 verstärken, optimieren oder neu bauen müssen. Die Übertragungsnetzbetreiber (ÜNB) kündigten in einem Entwurf des NEP (2037/45) im Juni 2023 einen notwendigen Zubau an Land und auf See von 25.723 km an. Beim Ausbau der Stromnetze besteht laut Bundesrechnungshof und BNetzA derzeit (2024) ein erheblicher Zeit- und Ausbauverzug von sieben Jahren und 6000 km.
Die Kosten für den künftigen Netzausbau sind in den derzeitigen Strompreisen noch nicht enthalten. Der Investitionsbedarf für die Übertragungsnetze (an Land und auf See) bis zum Jahr 2045 beträgt laut Bundesrechnungshof und Bundesnetzagentur mindestens 313,7 Mrd. Euro. Hinzu kommen erhebliche Investitionen in die Verteilernetze. Die BNetzA bezifferte diese auf gut 150 Mrd. Euro bis zum Jahr 2045. Diese Summe entspricht einem Investitionsvolumen von ca. 2 % des Bruttosozialprodukts über die nächsten 20 Jahre.

### NEP 2035 (2021)
| Szenario | Rolle der Sektoren-Kopplung | konventionelle Energien                                        | Anteil von erneuerbare Energien am Bruttostrom-Verbrauch | Durchdringung mit E-Autos, Wärmepumpen und Power-to-Gas-Anlagen |
| -------- | --------------------------- | -------------------------------------------------------------- | -------------------------------------------------------- | --------------------------------------------------------------- |
| A 2035   | untergeordnet               | Voranschreitende Transformation, unvollständiger Kohleausstieg | 73 %                                                     | gering                                                          |
| B 2035   | groß                        | wie Szenario A sowie Kohleausstieg bis 2035                    | 75 %                                                     | erhöht                                                          |
| B 2040   | groß                        | wie Szenario A sowie Kohleausstieg bis 2035                    | 82 %                                                     | erhöht                                                          |
| C 2035   | entscheidend                | wie Szenario B                                                 | 77 %                                                     | sehr hoch                                                       |

Im Szenariorahmen zum Netzentwicklungsplan 2035 (2021) setzen sich die zentralen Charakteristiken der Szenarien aus der Sektorenkopplung und dem stromnetzorientierten Einsatzverhalten von Erzeugern und Verbrauchern, dem Zeitpunkt des Kohleausstiegs sowie die Durchdringung mit Elektroautos, Wärmepumpen und Power-to-Gas-Anlagen zusammen. Ein Leitszenario wird nicht mehr genannt, sondern das Start- und Zubaunetz werden in allen Szenarien betrachtet.
Sowohl die Sektorenkopplung als auch die Netzorientierung der Akteure und Technologien steigen von Szenario A bis Szenario C an.

### NEP 2030 (2017)
Im NEP 2030 (2017) wurden die Szenarien auch unter Berücksichtigung der Sektorenkopplung geplant. Sie werden folgendermaßen beschrieben:
- „Im Szenario A 2030 erzeugen konventionelle Kraftwerke weiterhin einen Großteil der Energie, die erneuerbaren Energien werden langsamer ausgebaut und die Sektoren weniger intensiv miteinander gekoppelt.
- Im Innovationsszenario C 2030 hingegen gehen die Netzbetreiber von einem schnelleren Ausbau der erneuerbaren Energien und einer stärkeren Sektorenkopplung aus.
- Szenario B 2030 stellt einen Mittelweg dar.“[9]

Während in den vorangegangenen Plänen der Betrachtungshorizont 10 und 20 Jahre betrug, wurden 2017 die Jahre 2030 und 2035 berechnet.

### NEP 2025 (2015)
Im Szenariorahmen für den NEP 2015 wurden für den Betrachtungshorizont 2025 die Szenarien A, B1, B2 und C sowie für den Betrachtungshorizong 2035 die Szenarien B1 und B2 betrachtet. Während in den vorherigen NEP das Szenario C durch den größten Anteil an Strom aus erneuerbaren Energien geprägt war, war es im NEP 2025 das Szenario mit dem geringsten Verbrauch und dem geringsten Anteil an Strom aus konventionellen Energien.
Die Szenarien werden wie folgt charakterisiert:
- „Szenario A 2025: EE-Ausbau am unteren Rand und größter konventioneller Kraftwerkspark
- Szenario B1 2025: EE-Ausbau am oberen Rand und erhöhter Anteil an Erdgas
- Szenario B2 2025: Emissionsreduktion
- Szenario B1 2035: EE-Ausbau am oberen Rand und erhöhter Anteil an Erdgas – 20 Jahre
- Szenario B2 2035: Emissionsreduktion – 20 Jahre
- Szenario C 2025: Verbrauchsreduktion und geringster konventioneller Kraftwerkspark“[8]

### NEP 2024 (2014)
Die Szenarien im NEP 2014 werden folgendermaßen beschrieben:
- „Das Szenario A beinhaltet einen moderaten Anstieg der erneuerbaren Energien und eine durch Kohleverstromung geprägte konventionelle Erzeugung.
- Szenario B beinhaltet einen mittleren Ausbau der erneuerbaren Energien, der sich am bisher tatsächlich beobachteten Zubau orientiert, sowie eine im Vergleich zu Szenario A2024 stärker auf Gas als auf Kohle als Brennstoff gestützte konventionelle Erzeugung.
- Im Szenario C2024 wird ein besonders hoher Anteil an Strom aus Windkraft angenommen, der auf politischen Zielen der Bundesländer zum Ausbau der erneuerbaren Energien beruht.“

### NEP 2023 (2013)
| Szenario | konventionelle Energien                                                            | erneuerbare Energien                                                          |
| -------- | ---------------------------------------------------------------------------------- | ----------------------------------------------------------------------------- |
| A        | Bestandsanlagen und alle geplanten Anlagen mit Netzanschlusszusagen oder -begehren | Bestandsanlagen                                                               |
| B        | wie Szenario A sowie Zubau von Erdgaskraftwerken                                   | Bestandsanlagen und erhöhter Zubau                                            |
| C        | wie Szenario B                                                                     | Bestandsanlagen und Zubau gemäß der Ziele der Bundesländer (Regionalisierung) |

Der Netzentwicklungsplan 2013 baut ebenfalls auf dem Bestandsnetz auf und berücksichtigt die mögliche Entwicklung der Erzeugungs- und Verbrauchsstruktur in den kommenden 10 Jahren durch drei Szenarien:
- Szenario A mit einem moderaten Anstieg der installierten Leistung der konventionellen Kraftwerke und mit der installierten Leistung der erneuerbaren Energien
- Szenario B mit einer höheren Leistung von Erdgaskraftwerken und einer höheren Leistung der erneuerbaren Energien
- Szenario C mit weiter erhöhter Leistung der erneuerbaren Energien auf der Grundlage von regionalen Entwicklungsprognosen und Zielen der Bundesländer

Das Szenario B ist als Leitszenario eingestuft und durch eine Fortschreibung um weitere 10 Jahre (bis 2033) ergänzt.
In allen Szenarien ist die Kernenergie durch die geplanten Kraftwerksstilllegungen bis zum Ende des Jahres 2022 nicht mehr vorhanden.
Der Szenariorahmen wurde in einem vorgelagerten Abstimmungsverfahren 2012 von der Bundesnetzagentur (BNetzA) geprüft und Ende 2012 mit mehreren Anpassungen, unter anderem in der installierten Erzeugungsleistung der Energieträger, genehmigt.

### NEP 2022 (2012)
Die Szenarien im NEP 2012 werden wie folgt beschrieben:
- „In Szenario A werden für das Jahr 2022 die energie- und klimapolitischen Ziele der Bundesregierung hinsichtlich der Kapazitätsentwicklung der einzelnen Energieträger und des Energieverbrauchs umgesetzt. Es wird ein moderater Anstieg der Stromerzeugung aus Steinkohle im konventionellen Bereich angenommen. Das Szenario ist ein Zukunftsbild über 10 Jahre.
- Aufbauend auf Szenario A wird Szenario B für das Jahr 2022 entwickelt. Es ist von einem höheren Anteil an erneuerbaren Energien (EE) gekennzeichnet. Darüber hinaus wird ein Anstieg der Stromerzeugung aus Gaskraftwerken prognostiziert, um die notwendige Flexibilität im elektrischen System zu wahren. Zusätzlich würde die Energieversorgungssicherheit durch einen diversifizierten Energiemix gestärkt werden. Dieses Basisszenario mit einem Horizont bis 2022 wird zudem um weitere 10 Jahre bis 2032 fortgeschrieben, sodass sich die Szenarien B 2022 und B 2032 ergeben.
- Szenario C für das Jahr 2022 zeichnet sich durch einen besonders hohen Anteil an Strom aus erneuerbaren Energien aus, der sich aus regionalen Entwicklungsprognosen und Zielen der Bundesländer ergibt. In diesem Szenario wird kein wesentlicher konventioneller Kraftwerkszubau in Deutschland bis 2022 erwartet. Es werden lediglich bereits begonnene Projekte umgesetzt.“

## Vergleich der Szenarien NEP 2013 und 2035 (2021)

### Leistung der Kraftwerke
In der folgenden Gegenüberstellung ist die Leistung der Kraftwerke in den Szenarien des NEP 2013 inkl. Bestand 2011 mit den Angaben der Szenarien des NEP 2035 (2021) und des NEP 2037 (2023) in GW dargestellt.
| NEP                     | NEP 2012 | NEP 2012 | NEP 2012 | NEP 2012 | NEP 2012 | NEP 2035 (2021) | NEP 2035 (2021) | NEP 2035 (2021) | NEP 2035 (2021) | NEP 2035 (2021) | NEP 2037 (2023) | NEP 2037 (2023) | NEP 2037 (2023) | NEP 2037 (2023) | NEP 2037 (2023) | NEP 2037 (2023) | NEP 2037 (2023) |
| Jahr                    | 2010     | 2022     | 2022     | 2022     | 2032     | 2019            | 2035            | 2035            | 2035            | 2040            | 2020/21         | 2037            | 2037            | 2037            | 2045            | 2045            | 2045            |
| Szenario                | Best.    | A        | B        | C        | B        | Best.           | A               | B               | C               | B               | Best.           | A               | B               | C               | A               | B               | C               |
| ----------------------- | -------- | -------- | -------- | -------- | -------- | --------------- | --------------- | --------------- | --------------- | --------------- | --------------- | --------------- | --------------- | --------------- | --------------- | --------------- | --------------- |
| Kernenergie             | 20,3     | 0        | 0        | 0        | 0        | 8,1             | 0,0             | 0,0             | 0,0             | 0,0             | 4,1             | 0,0             | 0,0             | 0,0             | 0,0             | 0,0             | 0,0             |
| Braunkohle              | 20,2     | 21,2     | 18,5     | 18,5     | 13,8     | 20,9            | 7,8             | 0,0             | 0,0             | 0,0             | 18,9            | 0,0             | 0,0             | 0,0             | 0,0             | 0,0             | 0,0             |
| Steinkohle              | 25       | 30,6     | 25,1     | 25,1     | 21,2     | 22,6            | 0,0             | 0,0             | 0,0             | 0,0             | 19,0            | 0,0             | 0,0             | 0,0             | 0,0             | 0,0             | 0,0             |
| Erdgas                  | 24       | 25,1     | 31,3     | 31,3     | 40,1     | 30,0            | 38,1            | 43,4            | 46,7            | 42,4            | 32,1            | >38,4           | >38,4           | >38,4           | >34,6           | >34,6           | >34,6           |
| Öl                      | 6        | 2,9      | 2,9      | 2,9      | 0,5      | 4,4             | 1,3             | 1,3             | 1,3             | 1,1             | 4,7             | 0               | 0               | 0               | 0               | 0               | 0               |
| Pumpspeicher            | 6,3      | 9        | 9        | 9        | 9        | 9,8             | 10,2            | 10,2            | 10,2            | 10,2            | 9,8             | 12,2            | 12,2            | 12,2            | 12,2            | 12,2            | 12,2            |
| Sonstige Konventionelle | 3        | 2,3      | 2,3      | 2,3      | 2,7      | 4,3             | 3,8             | 3,8             | 3,8             | 3,7             | 4,3             | 1               | 1               | 1               | 1               | 1               | 1               |
| Summe konv. Erzeug.     | 101,8    | 91,1     | 89,1     | 89,1     | 87,3     | 100,1           | 61,2            | 57,7            | 62,0            | 57,4            | 92,9            | >51,6           | >51,6           | >51,6           | >47,8           | >47,8           | >47,8           |
| Wind (onshore)          | 27,1     | 43,9     | 47,5     | 70,7     | 64,5     | 55,3            | 81,5            | 86,8            | 90,9            | 88,8            | 56,1            | 158,2           | 158,2           | 161,6           | 160,0           | 160,0           | 180,0           |
| Wind (offshore)         | 0,1      | 9,7      | 13       | 16,7     | 28       | 7,5             | 28,0            | 30,0            | 34,0            | 40,0            | 7,8             | 50,5            | 58,5            | 58,5            | 70,0            | 70,0            | 70,0            |
| Photovoltaik            | 18       | 48       | 54       | 48,6     | 65       | 49,0            | 110,2           | 117,8           | 120,1           | 125,8           | 59,3            | 345,4           | 345,4           | 345,4           | 400,0           | 400,0           | 445,0           |
| Biomasse                | 5        | 7,6      | 8,4      | 6,7      | 9,4      | 8,3             | 6,8             | 7,5             | 8,7             | 8,2             | 9,5             | 4,5             | 4,5             | 4,5             | 2               | 2               | 2               |
| Wasserkraft             | 4,4      | 4,5      | 4,7      | 4,3      | 4,9      | 4,8             | 5,6             | 5,6             | 5,6             | 5,6             | 4,9             | 5,3             | 5,3             | 5,3             | 5,3             | 5,3             | 5,3             |
| Sonstige Erneuerbare    | 1,7      | 1,9      | 2,2      | 2        | 2,9      | 1,3             | 1,3             | 1,3             | 1,3             | 1,3             | 1,1             | 1               | 1               | 1               | 1               | 1               | 1               |
| Summe reg. Erzeug.      | 56,3     | 115,6    | 129,8    | 149      | 174,7    | 124,2           | 233,4           | 249,0           | 260,6           | 269,7           | 138,7           | 564,9           | 572,9           | 576,3           | 638,3           | 638,3           | 703,3           |
| Gesamt                  | 158,1    | 206,7    | 218,9    | 238,1    | 262      | 224,3           | 294,6           | 306,7           | 322,6           | 327,1           | 231,6           | 616,5           | 624,5           | 627,9           | 686,1           | 686,1           | 751,1           |

### Entwicklung des Stromverbrauchs
Neben der Erzeugungsstruktur ist die Entwicklung des Stromverbrauchs bei den Festlegungen der Szenarien bedeutsam. Bei der Eingrenzung der Szenarien für den NEP 2023 (2013) wurde Ende 2012 zwar festgestellt, dass die Entwicklung des Energiebedarfs einigen Unsicherheiten unterliege und sowohl Steigerungen durch neue Anwendungsbereiche wie Elektromobilität als auch Minderungen durch Maßnahmen zur gesteigerten Energieeffizienz möglich seien. Der Nettostromverbrauch wurde jedoch in allen Szenarien gleich hoch mit 535,4 TWh/a angesetzt.
Im NEP 2030 (2017) ist die Sektorenkopplung erstmals Teil der Betrachtung. Im Szenariorahmenentwurf 2035 (2021) wird festgestellt, dass der Energiewirtschaft eine Schlüsselrolle bei der Dekarbonisierung und dem Gelingen der Energiewende zukommt. Daher geht dieser Plan trotz gesteigerter Energieeffizienz vor allem aufgrund der Sektorenkopplung von einem insgesamt steigenden Strombedarf aus. Für die Sektorenkopplung werden mehrere Treiber angenommen. Weitere Speicher und nachfrageseitige Flexibilitäten werden ebenfalls berechnet.
| NEP                                      | NEP 2030 (2017) | NEP 2030 (2017) | NEP 2030 (2017) | NEP 2030 (2017) |      | NEP 2035 | NEP 2035 | NEP 2035 | NEP 2035 | NEP 2035 | NEP 2037 | NEP 2037 | NEP 2037 | NEP 2037 | NEP 2037 | NEP 2037 | NEP 2037 |
| Jahr                                     | 2015            | 2030            | 2030            | 2030            | 2035 | 2018     | 2035     | 2035     | 2035     | 2040     | 2020     | 2037     | 2037     | 2037     | 2045     | 2045     | 2045     |
| Szenario                                 | Ist             | A               | B               | C               | B    | Ist      | A        | B        | C        | B        | Ist      | A        | B        | C        | A        | B        | C        |
| ---------------------------------------- | --------------- | --------------- | --------------- | --------------- | ---- | -------- | -------- | -------- | -------- | -------- | -------- | -------- | -------- | -------- | -------- | -------- | -------- |
| Elektromobilität (Mio. Stück)            | 0,0             | 1,0             | 3,0             | 6,0             | 4,5  | 0,2      | 8        | 12,1     | 17,1     | 16,1     | 1,2      | 25,2     | 31,7     | 31,7     | 34,8     | 37,3     | 37,3     |
| Haushaltswärmepumpen (Mio. Stück)        | 0,6             | 1,1             | 2,6             | 4,1             | 2,9  | 0,9      | 4        | 6        | 9        | 8        | 1,2      | 14,3     | 14,3     | 14,3     | 16,3     | 16,3     | 16,3     |
| Power-to-Heat (Fernwärme/Industrie) (GW) | -               | -               | -               | -               | -    | 0,8      | 7,2      | 7,2      | 7,2      | 8,7      | 0,8      | 12,6     | 16,1     | 22,0     | 14,9     | 20,4     | 27,0     |
| Elektrolyse/Power-to-Gas (GW)            | -               | 1,0             | 1,5             | 2,0             | 2,0  | < 0,1    | 3        | 5        | 8        | 7,5      | < 0,1    | 40,0     | 26,0     | 28,0     | 80,0     | 50,0     | 55,0     |
| PV-Batteriespeicher (GW)                 | -               | 3,0             | 4,5             | 6,0             | 5,0  | 0,6      | 11,0     | 14,1     | 16,8     | 14,9     | 1,3      | 67,4     | 67,4     | 67,4     | 97,7     | 97,7     | 113,4    |
| Großbatteriespeicher (GW)                | -               | -               | -               | -               | -    | 0,4      | 3,6      | 3,8      | 3,8      | 3,8      | 0,5      | 23,7     | 23,7     | 24,2     | 43,3     | 43,3     | 54,5     |
| DSM (Industrie und GHD) (GW)             | -               | 2,0             | 4,0             | 6,0             | 5,0  | 1,5      | 4,0      | 5,0      | 8,0      | 7,0      | 1,2      | 5,0      | 7,2      | 7,2      | 8,9      | 12,0     | 12,0     |

## Sensitätsberechnungen
Sensitivitätsbetrachtungen untersuchen den Einfluss einzelner Einflussfaktoren auf das Gesamtergebnis. Bei den verschiedenen Szenarien wurden unterschiedliche Sensitivitätsbetrachtungen durchgeführt.

### NEP 2035 (2021)
Im Szenariorahmenentwurf des NEP 2035 (2021) wird eine Sensitivitätsrechnung vorgeschlagen, in der die Auswirkungen des auf der Doggerbank geplanten North Sea Wind Power Hubs (NSWPH) untersucht werden.

### NEP 2030 (2019)
Im Netzentwicklungsplan 2030 (2019) wird eine Sensitivitätsrechnung zum Kohleausstieg durchgeführt.

### NEP 2023 (2013)
In diesem Szenario wurde zusätzlich die Auswirkung eines geringeren Stromverbrauchs betrachtet. Dazu wird ein Rückgang innerhalb von 10 Jahren um insgesamt 11 % angenommen, so dass der Strombedarf mit 476,5 TWh/a angesetzt wird. Die Jahreshöchstlast wird in allen Ausgangsszenarien gleichbleibend mit 84 GW angesetzt, in der Sensitivitätsbetrachtung ist sie entsprechend dem verringerten Bedarf auf 74,8 GW herabgesetzt.
Die zum NEP 2013 nachgeforderte Sensitivitätsbetrachtung umfasst im Einzelnen:
1. die Auswirkungen einer Absenkung des Nettostrombedarfs auf 476,5 TWh sowie einer damit einhergehenden Absenkung der Jahreshöchstlast auf 74,8 GW in Szenario B 2023 auf die im Netzentwicklungsplan 2013 enthaltenen Maßnahmen,
2. die Auswirkungen einer pauschalen Beschränkung der eingespeisten Leistung auf je 80 % der in den einzelnen Bundesländern installierten Leistung bei „Wind onshore in Szenario B 2023“ auf die im Netzentwicklungsplan 2013 enthaltenen Maßnahmen und
3. die Auswirkungen einer alternativen „Regionalisierung der installierten Leistung Wind onshore, Wind offshore, Photovoltaik und Biomasse in Szenario B 2023“ auf den Netzentwicklungsbedarf.[42]

Die Ergebnisse sind Anfang Juli 2013 von den Übertragungsnetzbetreibern in einem separaten Dokument vorgestellt worden. Die Bearbeiter fassen zur Sensitivität 1 (Nettostrombedarf und Jahreshöchstlast) zusammen, dass der Markt die Lastreduktion kompensiere. Sie kommen zu dem Ergebnis, dass der angenommene Verbrauchsrückgang in Deutschland um jährlich ca. 62 TWh zu verringertem Import und verstärktem Export führen werde, so dass die Erzeugung aus konventionellen fossilen Kraftwerken im Inland nur um ca. 27 TWh zurückgehen werde. Als wesentlicher Grund wird der Beibehalt des Kraftwerksparks in Deutschland gesehen, wie er im genehmigten Szenariorahmen für die Marktsimulation von der Bundesnetzagentur vorgegeben worden sei.
Zur Sensitivität 2 (Kappung der Erzeugungsspitzen) ziehen die Bearbeiter den Schluss, dass die vorgegebene Spitzenkappung kaum Auswirkung auf die Gesamtenergiebilanz habe. Sie stellen fest, dass der damit verbundene Rückgang der regenerativen Erzeugung um ca. 1,1 TWh etwa 1 % der theoretisch verfügbaren Energiemenge aus Onshore-Windenergieanlagen oder 0,3 % der gesamten regenerativen Einspeisung im Szenario B 2023 habe.
Auch bei der Sensitivität 3 (Regionalisierung) sehen die Autoren nur einen geringen Einfluss auf den Transportbedarf, da die veränderte regionale Aufteilung der regenerativen Erzeugungsanlagen bei gleichbleibender installierter Leistung nach der vorgegebenen Methode nicht zu einer Veränderung der regenerativ erzeugten elektrischen Energie gegenüber dem Szenario B 2023 führe.

## Technische Einzelaspekte

### Offshore-Windenergie
Der BDEW weist auf den EEG-Dialog des Bundesumweltministeriums zur Windenergie am 12. Februar 2013 hin, bei dem weitgehend Einigkeit darüber bestanden habe, dass bis 2020 ein realistischer Ausbau von insgesamt 6 bis 8 GW bei der Offshore-Windenergie zu erreichen sei. Im NEP 2013 werden für 2023 im Szenario B 14,1 GW und im Szenario C 17,8 GW angesetzt. Gegenüber dem NEP 2012 wird im NEP 2013 trotz des allgemein erwarteten geringeren Zubaus der Offshore-Windenergie mit zusätzlich 3 GW für den „Transport von Windstrom“ von Nord nach Süd gerechnet.

### Regionalisierung
Bei der Lastberechnung für die Höchstspannungsnetze, die Gegenstand des NEP sind, spielt die Wechselwirkung mit den nachgelagerten Netzebenen des Mittel- und Niederspannungsnetzes eine wesentliche Rolle. Für die Auslegung sind die hohen Erzeugungsleistungen mit den system- und technikbedingten Schwankungen der Erzeugung ebenso zu berücksichtigen wie die regional unterschiedliche und zudem im Tagesgang schwankende Nachfrage. Mit dem NEP 2013 ist erstmals eine Betrachtung auf der Ebene der Bundesländer erfolgt.
Bei der Erstellung des Szenariorahmens als Grundlage des NEP 2013 sind nach Einschätzung des BDEW nur bedingt die Daten und Erkenntnisse der Verteilnetzbetreiber eingeflossen. In der Regionalisierung seien lediglich für die Szenarien A und B Angaben der Bundesländer aufgenommen worden, die uneinheitlich erfasst worden seien. Besonders für Schleswig-Holstein, Niedersachsen und Rheinland-Pfalz seien die Leistungen für 2023 in den Szenarien zu niedrig angesetzt, da sie noch unter den Werten liegen, die von den Verteilnetzbetreibern bereits für 2015 erwartet werden. Diese wesentlichen Einflüsse aus den regional unterschiedlichen Erzeugungs- und Verbrauchsgegebenheiten müssen nach Einschätzung des BDEW in zukünftigen Planungen durch regional erhobene Daten und Planungsangaben stufenweise und mit Beachtung der Netzkoppelpunkte berücksichtigt werden.
In späteren Netzentwicklungsplänen (z. B. 2035) erfolgt eine Regionalisierung für alle Bundesländer.
| Jahr | abgeregelt (GWh) |
| ---- | ---------------- |
| 2010 | 0127             |
| 2011 | 0421             |
| 2012 | 0385             |
| 2013 | 0555             |
| 2014 | 1753             |
| 2015 | 4578             |
| 2016 | 3743             |
| 2017 | 5518             |
| 2018 | 6598             |
| 2020 | 6146             |
| 2021 | 5818             |
| 2022 | 8071             |

### Berücksichtigung der systembedingt volatilen Stromeinspeisung
Im NEP 2013 wird im Grundsatz davon ausgegangen, dass der gesamte erzeugte Strom aus Erneuerbaren Energien im Stromnetz aufgenommen wird. Erst mit der nachlaufenden Sensitivitätsanalyse wird untersucht, wie sich die Abregelung von Erzeugungsspitzen auf den Ausbaubedarf auswirkt. Die Netzbetreiber sind seit 2010 auf der Grundlage der entsprechenden Vorgaben im EEG technisch über Fernwirksysteme zur direkten Abregelung von Erzeugungsanlagen der Erneuerbaren Energien bevollmächtigt worden, sofern Netzengpässe auftreten. Die Verteilnetzbetreiber machen hiervon zunehmend Gebrauch. Aus Fachkreisen wird eine grundlegende Diskussion und Abwägung zwischen derartigen Minderungen der Leistungsspitzen und den höheren Aufwendungen des Netzausbaus angeregt. Volkswirtschaftlich betrachtet ist eine geringfügige Abregelung von Windkraftanlagen, bei der im Jahresverlauf einige Zehntel Prozent der möglichen Energieerzeugung verloren gehen, sinnvoll, da somit der Netzausbau deutlich geringer ausfallen kann als bei einer vollständigen Einspeisung bei jeder Netzsituation und der Netzausbau deutlich günstiger realisiert werden kann.
Der BDEW unterstützte in seiner Stellungnahme zum NEP 2013 diesen Grundgedanken und regte weitergehende Diskussionen der Chancen und Risiken an. Dazu sollten Abregelungen auf regionaler Ebene mit drei Stufungen und Vorgaben von Leistungs- und Arbeitsobergrenzen ermittelt werden. Ergänzend seien klare Regelungen zur Vergütung erforderlich. Eine weitere Möglichkeit, den nötigen Netzausbaubedarf zu reduzieren, besteht darin, anstelle klassischer Windkraftanlagen mit vergleichsweise großem Rotor sog. Schwachwindanlagen mit verhältnismäßig großem Rotor bei zugleich relativ kleiner Nennleistung zu installieren. Durch die dann höheren Volllaststundenwerte der Anlagen ergibt sich eine insgesamt systemfreundlichere Betriebsweise sowie ein geringerer Netzausbau- und Speicherbedarf.

### Berücksichtigung der Transit- und Exportmengen
Aus der Marktsimulation des NEP 2013 ergeben sich in allen drei Szenarien für 2023 höhere Exportmengen an Strom als derzeit. Darüber hinaus kommen in den überwiegenden Zeitspannen Transitmengen an Strom vor, z. B. im Szenario B 2023 in rd. 87 % der Stunden. Deutschland hat eine große und zunehmende Bedeutung im europäischen Energiebinnenmarkt, der durch den Netzausbau weiterentwickelt werden soll. Auch aus diesem Grund ist der Netzentwicklungsplan als Teil des 3. EU-Binnenmarktpakets eingeführt worden.

### Abstimmung der Netzverknüpfungspunkte
Die elektrotechnische Verknüpfung des im NEP ermittelten Höchstspannungsnetzes und der nachgeordneten Verteilnetze wird mit Transformatoren erreicht, deren Anordnung und Wirkweise als sog. Netztopologie frühzeitig unter den Beteiligten abgestimmt werden sollte.
Elektrotechnisch ist grundlegend zu klären, ob die Höchstleistungstrassen eine spätere Verknüpfung und Vermaschung zulassen. Dazu stehen bspw. in einem Ringkonzept Lösungen mit west-östlich verlaufenden Traversen oder mit nord-südlichen Verbindungen zur Verfügung, die unterschiedliche Aufwendungen aus der Lage, der Baugröße und Art der Transformatoren und der Netzverknüpfungstrassen nach sich ziehen.

### Zusammenwirken zwischen Kraftwerken und Stromnetz
Im NEP wird die Stromerzeugung anhand der Kraftwerkskapazitäten und deren kostenoptimalem Einsatz ermittelt. Das Stromnetz wird erst in einem darauf aufbauenden Schritt in die Planungen einbezogen. Aus fachtechnischen und politischen Kreisen wird die weitergehende Suche und Ermittlung des volkswirtschaftlichen Optimums angeregt, das sich aus einem vorgezogenen Abgleich des Zusammenwirkens von Stromnetz-Ebenen und Kraftwerken ergeben kann.

## Startnetz
Als Startnetz für die weitere Entwicklung des Netzentwicklungsplans wird das bestehende Netz gemeinsam mit den EnLAG-Maßnahmen, allen bereits in Umsetzung befindlichen Netzausbaumaßnahmen sowie allen Maßnahmen, die auf sonstigen Verpflichtungen beruhen, betrachtet.

## Ausbaubedarf im Netzentwicklungsplan – Übersicht
Die Erstellung des Netzentwicklungsplans erfolgt in mehreren Schritten nach dem so genannten NOVA-Prinzip (Netzoptimierung vor Verstärkung vor Ausbau).
Die Planung im Netzentwicklungsplan 2013 kam im Kern zu dem Ergebnis, dass in den nächsten 10 Jahren der Neubau von 1700 km Drehstromleitungen und 2100 km Hochspannungs-Gleichstromleitungen sowie die Netzverstärkung und -optimierung von 4400 km des vorhandenen Netzes in Deutschland erforderlich werden. Die Kosten wurden mit 21 Mrd. Euro veranschlagt.
Die vier großen „Stromautobahnen“ sollten demnach wie folgt verlaufen:
- von Emden (Niedersachsen) zur Umspannanlage Osterath in Meerbusch (Nordrhein-Westfalen) und von dort nach Philippsburg (Baden-Württemberg)
- von Wehrendorf (Niedersachsen) nach Urberach (Hessen)
- von Brunsbüttel (Schleswig-Holstein) nach Leingarten (Landkreis Heilbronn, Baden-Württemberg) und von Kaltenkirchen (Kreis Segeberg, Schleswig-Holstein) nach Grafenrheinfeld (Bayern)
- etwa von Halle (Saale) (Sachsen-Anhalt) nach Meitingen (Landkreis Augsburg, Bayern)

Nach dem im Jahr 2014 anhand neuer Berechnungen vorgelegtem Netzentwicklungsplan 2014 besteht weiterhin hoher Ausbaubedarf zwischen Nord- und Süddeutschland, was über vier Hochspannungs-Gleichstrom-Übertragungs-Strecken gedeckt werden soll. Drei davon sind bereits Bestandteil des genehmigten Netzentwicklungsplans, eine weitere (Trassenkorridor B) ist noch nicht genehmigt. Die Leitungen sollen zum besseren Transport des vorwiegend im Norden produzierten Windstroms in den verbrauchsstarken Süden dienen; bisher müssen die Windkraftanlagen bei starker Produktion teilweise abgeregelt werden. In den Jahren 2010–2016 stieg die Menge an abgeregelter Energie aus Erneuerbaren Energien stark an, wobei die größte Menge auf Onshore-Windkraftanlagen entfiel (93,5 %).
Gemäß Netzentwicklungsplan 2030 (2019) besteht in allen Szenarien ein Bedarf an Hochspannungs-Gleichstromleitungen für folgende Verbindungen, die bereits im Bundesbedarfsplan berücksichtigt wurden:
- HGÜ-Verbindung DC1 Emden / Ost – Osterath (A-Nord)
- HGÜ-Verbindung DC2 Osterath – Philippsburg (Ultranet)
- HGÜ-Verbindung DC3 Brunsbüttel – Großgartach (Suedlink)
- HGÜ-Verbindung DC4 Wilster / West – Bergrheinfeld / West (Suedlink)
- HGÜ-Verbindung DC5 Wolmirstedt – Isar (Südostlink)

## Umsetzung von Maßnahmen zum Netzausbau

### Ausbau des bestehenden Stromnetzes

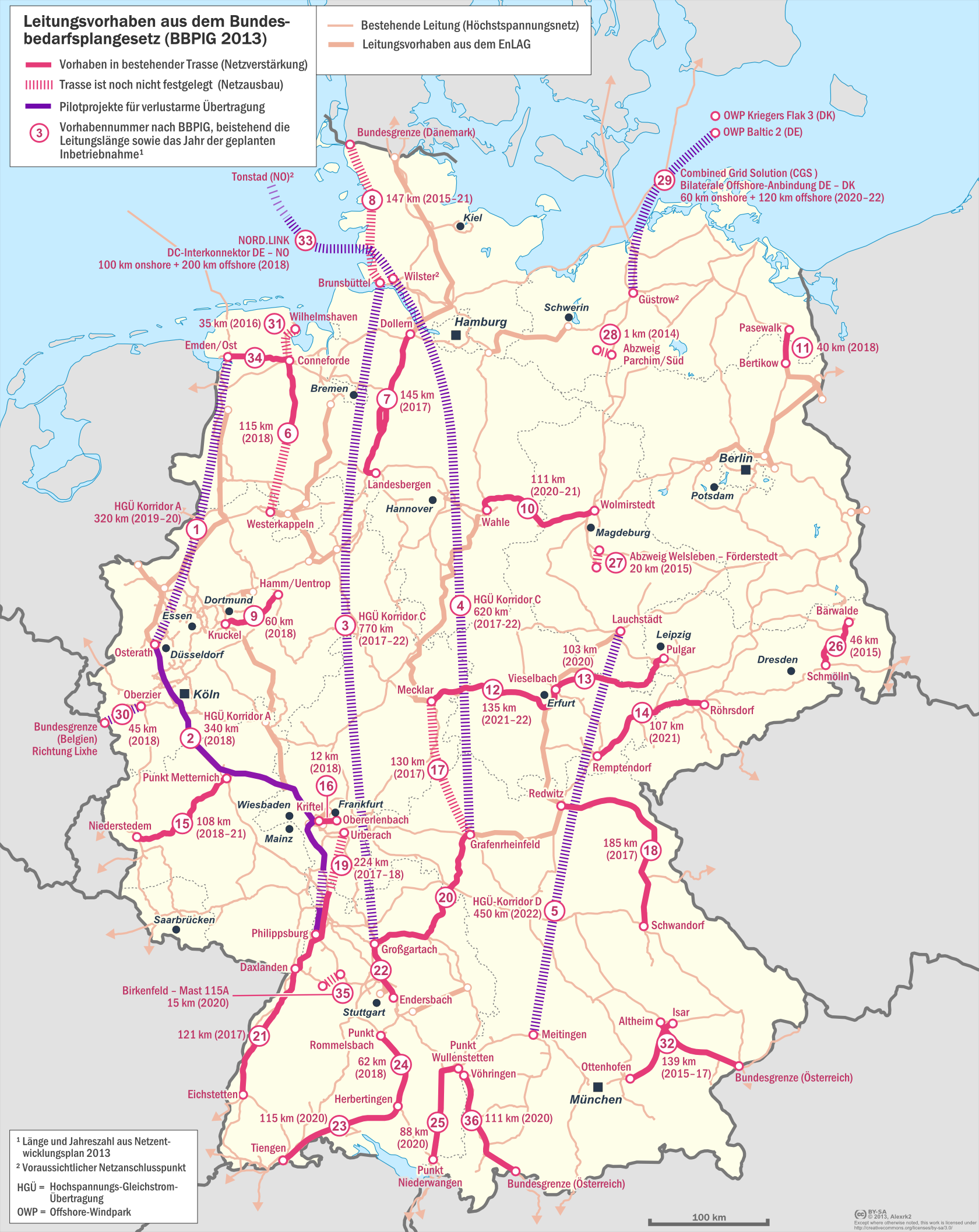
Karte der Leitungsvorhaben aus dem Bundesbedarfsplangesetz (Stand 2013)

Ende Dezember 2012 wurde mit der Inbetriebnahme der u. a. als „Windsammelschiene“ bezeichneten 380-kV-Leitung von Schwerin nach Krümmel sowie der Verstärkung der Süddeutschen Strombrücke zwischen dem thüringischen Remptendorf und der bayerischen Grenze mit Hochtemperaturseilen die Übertragungskapazität zwischen dem ostdeutschen und dem westdeutschen Stromnetz deutlich erweitert. Zuvor existierten nur drei Ost-West-Kuppelleitungen, wodurch die beschränkte Übertragungskapazität zwischen Ost- und Westdeutschland als Engpass im deutschen Stromnetz galt. Insbesondere die süddeutsche Stromleitung gilt auch weiterhin als überlastet, weswegen mit der Thüringer Strombrücke auch der Neubau einer weiteren thüringisch-bayerischen Stromleitung zwischen den Umspannwerken Vieselbach und Redwitz an der Rodach erfolgte.

### Bundesbedarfsplangesetz – Gesetz zum Ausbau der Höchstspannungs-Stromleitungen
Am 25. April 2013 hat der Deutsche Bundestag ein Gesetz zum Ausbau der Höchstspannungs-Stromleitungen, das Bundesbedarfsplangesetz, beschlossen. Das Gesetz trat am 27. Juli 2013 in Kraft und umfasste 2013 36 Einzelvorhaben, für die auf Grundlage des Netzentwicklungsplanes die energiewirtschaftliche Notwendigkeit und der vordringliche Bedarf zur Gewährleistung eines sicheren und zuverlässigen Netzbetriebes festgestellt wurde. Die Vorhaben beinhalten den Neubau von 2800 km Leitungstrassen und die Verstärkung von 2900 km bestehender Trassen. Acht Vorhaben sind als Pilotprojekte für verlustarme Übertragung über große Entfernungen gekennzeichnet; ein weiteres Vorhaben als Pilotprojekt für Hochtemperaturleiterseile.
Oliver Krischer als Kritiker des Gesetzes bemängelte 2013, dass einige technologische Innovationen wie Hochtemperaturseile oder Speicher zu wenig beachtet würden und die Klagemöglichkeiten von Bürgern von zwei auf eine Instanz verkürzt wurden.
Das Bundesbedarfsplangesetz in seiner 2019 geltenden Fassung umfasst 43 Vorhaben für Höchstspannungsleitungen mit einer Gesamtlänge von rund 5900 km, die als Bundesbedarfsplan in der Anlage des Gesetzes aufgeführt sind. Die vier in der Erstfassung enthaltenen Vorhaben Nr. 16, 22, 23 und 36 wurden im Anschluss an Netzentwicklungsplan-Überprüfungen zwischenzeitlich gestrichen; die fortlaufende Vorhabennummerierung blieb davon unberührt.

### Vorrang von Erdverkabelung
Im Oktober 2015 beschloss die Bundesregierung für Gleichstromleitungen einen Vorrang von Erdverkabelung vor Freileitungen, um lokalen Akzeptanzproblemen zu begegnen. Das Bundeswirtschaftsministerium rechnet mit erhöhten Kosten von 3 bis 8 Mrd. Euro aufgrund des vorrangigen Einsatzes der teureren Erdverkabelung. Einzelne Berechnungen zeigen hingegen, dass eine Vollverkabelung günstiger sein kann als die Teilverkabelung, da dadurch kostspielige Übergangsschnittstellen zwischen Erd- und Freikabeln vermieden werden können. Für Drehstrom ist weiterhin die Freileitung die Standardtechnik, es wurden aber die Möglichkeiten für Teilerdverkabelungen erweitert.

### Lokale Akzeptanz
Gegen den Bau neuer Stromtrassen gibt es seit Jahren Proteste von Anwohnern. Der ehemalige Bundesumweltminister Peter Altmaier (CDU) hatte deshalb im vergangenen Herbst eine Bürgerdividende zur finanziellen Beteiligung von Anwohnern vorgeschlagen und eine Verzinsung von 5 % in Aussicht gestellt. Um die lokale Akzeptanz der Bevölkerung zu erhöhen und eine demokratische Finanzierung und Beteiligung an den Renditen zu ermöglichen, wurden daher seit 2013 sogenannte „Bürgerleitungen“ ermöglicht. Zusammen mit dem Übertragungsnetzbetreiber Tennet hat die Landesregierung Schleswig-Holstein ein entsprechendes Pilotprojekt gestartet, bei dem sich die Bürger an der Finanzierung von Stromtrassen beteiligen können. Nach Aussage der schleswig-holsteinischen Landesregierung dürften private Anleger mit ca. 5 % Zinsen rechnen. Bürger, die unmittelbar vom Leitungsbau betroffen sind, haben ein Vorrecht auf die Beteiligungen. Schleswig-Holstein hat besonders Probleme mit Netzengpässen, da schon sehr viel Windstrom produziert wird, der aber bei weiterem Zubau teilweise nicht mehr abtransportiert werden kann.
Die Grünen schlagen vor, die Anwohner sowie die Kommunen, die sich in unmittelbarer Nähe der Stromleitungen befinden, mit Möglichkeiten zur finanziellen Beteiligung an den Stromtrassen zu versehen. So soll den Anwohnern an Stromleitungstrassen die Möglichkeit gegeben werden, sich zu einem festen Zinssatz an neuen Stromleitungen zu beteiligen. Außerdem sollen Kommunen einen finanziellen Ausgleich für den Neubau von Stromtrassen erhalten.

## Kritik und Diskussion
In der politischen Diskussion wird der Netzausbau nahezu ausschließlich als Folge der Energiewende eingestuft und deren Gelingen an den erfolgreichen und schleunigen Netzausbau geknüpft. Die ohnehin erforderlichen Erneuerungs- und Instandhaltungsaufwendungen werden mitunter ebenso wenig berücksichtigt wie die steigenden Anforderungen des EU-Binnenmarktes und die wichtige Rolle Deutschlands als Stromtransit- und Stromexportland.
Neben dem Ausbaubedarf durch erneuerbare Energien kam es mit der Liberalisierung der Energiemärkte in Europa zu einer Veränderung des Strombezuges: So kaufen große Unternehmen ihre Stromkontingente nach der Liberalisierung dort ein, wo sie diese am günstigsten beziehen können, was aber zugleich dazu führte, dass die Netze heute (Stand 2010) mit Belastungen konfrontiert werden, für die sie ursprünglich nicht konstruiert wurden.
Diese Grunderfordernisse der zukünftigen Netzinstandhaltung machten in allen drei Szenarien des NEP 2012 mit rd. 7 Mrd. Euro rund ein Drittel der Gesamtinvestitionen aus. Der vergleichsweise geringe Anteil der erneuerbaren Energien am Investitionsbedarf des Netzausbaus wurde aus dem Vergleich der Szenarien deutlich, die bei erheblichen Unterschieden im Zubau von Erzeugungskapazitäten der erneuerbaren Energien in allen drei Szenarien ähnlich hohe Gesamtinvestitionen zwischen 19 und 23 Mrd. Euro für den Netzausbau erforderten. Bezogen auf die lange technische Lebensdauer und die hohen Durchleitungsmengen in den Höchstspannungsnetzen ziehen die Investitionen in den Netzausbau nach fachtechnischen Berechnungen (Stand 2013) 0,29 bis 0,37 ct/kWh an Kosten nach sich.
Für die Integration erneuerbarer Energien sind ein weiterer Ausbau und eine Anpassung der Stromnetze erforderlich. Der Netzausbau verlief in der Vergangenheit (Stand 2012) jedoch schleppend und hielt mit dem dynamischen Ausbau der regenerativen Energien nicht Schritt. Wegen regional teils zu knapper Netzkapazitäten ist die Zwangsabschaltung von Windparks in Deutschland von 2010 auf 2011 um fast das Dreifache gestiegen. 2011 gingen dadurch 407 GWh Windstrom verloren, 2010 waren es 150 GWh. Da die Betreiber für solche Produktionsdrosselungen entschädigt werden müssen und dies auf die Stromverbraucher umgelegt wird, entstehen Zusatzbelastungen im Rahmen der EEG-Umlage.
Eine 2016 in der Fachzeitschrift Energy Policy erschienene Untersuchung von Claudia Kemfert und Mitarbeitern kam zu dem Ergebnis, dass ein Stromnetz, das auf einen vollkommen engpassfreien Betrieb ausgelegt ist, volkswirtschaftlich fragwürdig sei, da bei einer solchen Netzstruktur die Netzausbaukosten den Ertrag überstiegen. Eine volkswirtschaftlich bessere Lösung sei es, die Netzausbaukosten mit den Kosten für Redispatch-Maßnahmen und Lastverschiebung gegenzurechnen und daraus das optimale Netz abzuleiten. Ein optimales Stromnetz sollte Netzengpässe also nicht vollständig beseitigen, so wie es der Netzausbauplan vorsieht, sondern vielmehr sowohl die Kosten von Netzausbaumaßnahmen als auch von Redispatch- und ähnlichen Maßnahmen berücksichtigen. Mit einem derartigen Konzept könnten die Investitionskosten für den Stromnetzausbau in Deutschland um bis zu 45 % gesenkt werden und zugleich Wohlfahrtsgewinne von 1,3 Mrd. Euro erzielt werden.
Der Wirtschaftswissenschaftler Lorenz Jarass wies 2014 darauf hin, dass seltene Windenergiespitzen keinen Stromnetzausbau erfordern. Im Gegenteil mache der geplante Stromnetzausbau den für Reserveleistungen erforderlichen Ausbau und Betrieb von Gaskraftwerken speziell in Süddeutschland unrentabel. Des Weiteren wies er darauf hin, dass das bei einem europaweiten Ausbau der erneuerbaren Energien auftretende Überschussproblem durch einen gewaltigen Netzausbau bestenfalls gemildert, nicht aber gelöst werden kann. Dies könne nur durch geeignete Maßnahmen vor Ort erfolgen. Denkbar wären hier Power-to-Gas und Nachfrageanpassung.
Das Deutsche Institut für Wirtschaftsforschung (DIW) stellte 2015 fest, dass der Ausbau des Stromnetzes den Ausbau erneuerbarer Energien, den Atomausstieg und den Emissionshandel erfolgreich berücksichtigt habe. Netzerweiterungen ebenso wie Netzausbauten hätten in der Regel kaum Verzögerungen erfahren. Auf absehbare Zeit stelle das Stromnetz keinen Engpass für den Ausbau erneuerbarer Energien dar. Das DIW hebt zudem hervor, dass die aktuellen Netzszenarien eine erhebliche Minderung der Braunkohleerzeugung vorsehen.
Kritisiert wurde zudem, dass im Rahmen des Netzentwicklungsplans ein Augenmerk auf die Reduzierung der derzeit noch erforderlichen Must-Run-Kapazitäten gelegt werde. Um Systemdienstleistungen zu erbringen, müssen derzeit bestimmte konventionelle Kraftwerke auch bei zeitweise hohen Anteilen erneuerbaren Energien am Netz bleiben, um zur Systemstabilität beizutragen. Allerdings könne diese Leistung grundsätzlich auch von den Wechselrichtern von Windkraftanlagen erbracht werden, zudem ist auch gerade ein HGÜ-Overlay-Netz, wie es im Netzentwicklungsplan vorangetrieben wird, sehr gut geeignet, um derartige systemstabilisierende Funktionen zu übernehmen. Bei Rückgriff auf diese Potentiale könnte der Bedarf an Must-Run-Kapazität deutlich geringer ausfallen als im Netzentwicklungsplan vorgesehen.
Das Büro für Technikfolgen-Abschätzung beim Deutschen Bundestag stellte in einem 2012 vorgelegten Bericht fest, dass die Netzintegration des Ökostromes in den kommenden Jahren mit einer Vielzahl von Flexibilisierungsmaßnahmen ohne größere Probleme geschafft werden könne. Die Einteilung der Stromversorgung in Grund-, Mittel- und Spitzenlast sei mit dem schnellen Ausbau der Erneuerbaren Energien obsolet. Zur Flexibilisierung der Stromerzeugung gehöre demnach eine Optimierung der zu Sonne und Wind additiven Erneuerbaren Energien aus Biomasse, Wasserkraft, Geothermie und schnell zuschaltbaren Kraftwärmekopplungsanlagen. Virtuelle Kombikraftwerke auf der Basis Erneuerbarer Energien können zusammen mit einer intelligenten Steuerung der Stromnachfrage bereits viel Ausgleich der Solar- und Windstromerzeugung leisten. Mit der Ausnutzung von Temperaturmonitoring und neuartiger Leiterbeseilung an bestehenden Hochspannungsmasten lassen sich Engpässe auf der Hochspannungsebene zügig, manchmal sogar ohne Leitungsneubau, beseitigen.
Zu ähnlichen Schlussfolgerungen gelangt eine Studie im Auftrag der Stakeholderplattform Agora Energiewende im März 2013. Die Analyse zeigt, dass der Ausbau der im Bundesbedarfsplangesetz vorgesehenen Stromnetze zwar unbedingt benötigt werde, ein um einige Jahre verzögerter Ausbau die Energiewende aber nicht abwürge und nicht notwendigerweise teurer mache. Mit dem Bau neuer Wind- und Solarkraftwerke müsse daher nicht gewartet werden, bis die Stromleitungen des Bundesbedarfsplangesetzes realisiert seien. Zwar würden Wind- und Solarkraftwerke bei einem verzögerten Netzausbau an windigen beziehungsweise sonnigen Tagen häufiger gedrosselt, dem stünden jedoch Einsparungen durch verzögerte Investitionen in Leitungen gegenüber. Es sei wichtig, dass die zusätzlichen im Bundesbedarfsplangesetz vorgesehenen Leitungen gebaut werden. Unter reinen Kostengesichtspunkten sei ein um wenige Jahre verzögerter Bau aber nicht kritisch.
Die Deutsche Umwelthilfe und ca. 60 weitere Institutionen veröffentlichten im Dezember 2013 gemeinsame politische Handlungsempfehlungen für den Fortgang der Stromnetztransformation, darunter Sozial- und Umweltverträglichkeit sowie Dialog mit den Bürgern. Vor allem geplante Freileitungen in der Nähe von Wohnsiedlungen bergen besonderes Konfliktpotenzial. Fehlende Kenntnisse über die Auswirkungen elektromagnetischer Felder fordern die Suche nach technologischen Alternativen und einen besonderen Schutz des Wohnumfelds der Anwohner. Stromspeicher, Ausweitung der ab- und zuschaltbaren Lasten und der sinnvolle Einsatz von Messsystemen könnten beispielsweise zu einer besseren Auslastung bestehender Verteilnetze führen. Ferner sind finanzielle Beteiligungsmodelle für die Bürger zu optimieren und mögliche Formen zum Nachteilsausgleich von Städten und Gemeinden für den Bau von Stromleitungen weiter zu konkretisieren.